# Siemiątków (Nowa Ruda)
Siemiątków (niem. Neue Welt) – część miasta Nowa Ruda w Polsce, położona w województwie dolnośląskim, w powiecie kłodzkim.

## Położenie
Siemiątków to nieduża osada położona w Sudetach Środkowych, na wschodnim zboczu Góry św. Anny, na wysokości 520–530 m n.p.m.

## Podział administracyjny
W latach 1975–1998 miejscowość administracyjnie należała do województwa wałbrzyskiego.

## Historia
Siemiątków powstał w połowie XIX wieku jako jedna z osad górniczych pomiędzy Nową Rudą a Słupcem. Od początku była to typowa osada robotnicza i obecnie ma taki sam charakter. Po 1945 roku miejscowość znacznie wyludniła się.   